# Ленина (Краснодарский край)
Ленина — хутор в Карасунском внутригородском округе города Краснодара. Входит в состав Пашковского сельского округа.

## География
Расположен на юго-востоке Краснодара. Территория хутора вытянута в длину, так как территория ограничена с северной стороны автодорогой Краснодар — Кропоткин, а с юга хутор протянулся вдоль берега Краснодарского водохранилища. На востоке хутор граничит со станицей Старокорсунской и Старокорсунским сельским округом.
Населённый пункт фактически делится на три части: Дачный посёлок (Виктория), Старый хутор и Новый хутор.
- Старый хутор застраивался с 1930-х годов, представлен преимущественно старыми домовладениями. На территории старой части хутора расположена старая школа № 61, детский сад № 111, почтовое отделение, библиотека им. В. Г. Белинского и пункт полиции.

- Дачный посёлок — место, где расположены дачи. Дачный массив начал образовываться в 1988 году, но территория застраивается и поныне. В настоящий момент почти все дачные участки заселены, а территория вокруг застроена многочисленными коттеджными посёлками.

- Новый хутор начал застраиваться в начале 1990-х годов дорогими частными домами с большими земельными участками. В конце 2000-х годов по заказу Министерства обороны здесь был построен микрорайон из более двадцати пятиэтажных домов для военнослужащих. В 2018 году открыто новое здание школы № 61 имени героя советского союза Дмитрия Лавренко[3]. На территории хутора так же расположены Свято-Георгиевский храм[4] и сквер 75-летия Великой Победы.

## Население
| 2002 | 2010  | 2021    |
| ---- | ----- | ------- |
| 5192 | ↗7395 | ↗10 644 |

## Инфраструктура
На территории хутора располагаются клубы загородного отдыха Лесная сказка и римские каникулы.
В непосредственной близости находится торговый центр OZ MALL, METRO, Аэропорт Пашковский (Краснодар).

## Транспорт
Хутор расположен на автодороге Краснодар — Кропоткин, в него регулярно ходят маршрутные такси(№ 141А, 189А и 161А) и автобус № 103.